# Vaugirard (Métro Paris)

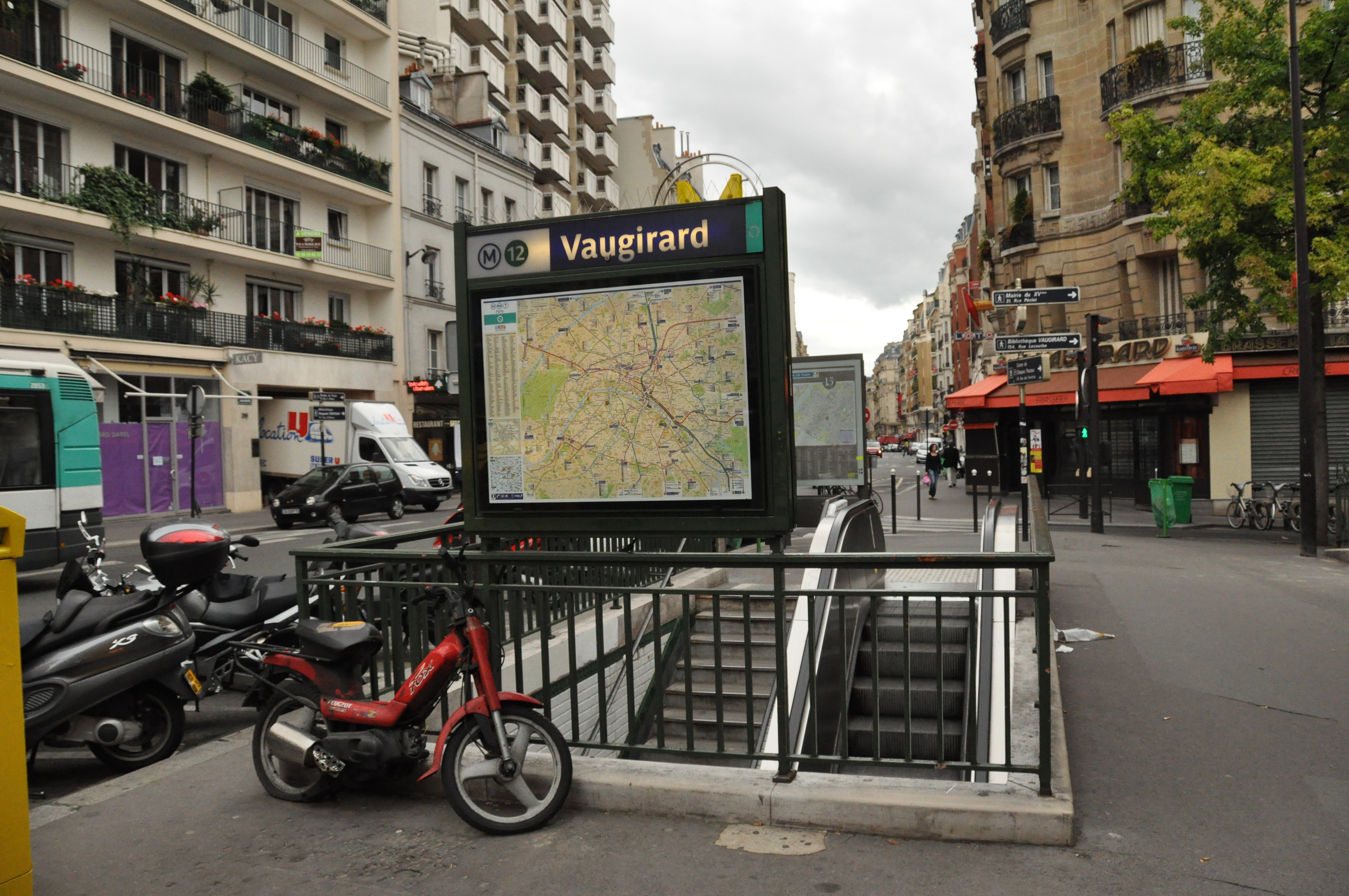
Zugang an der Place Adolphe-Chérioux

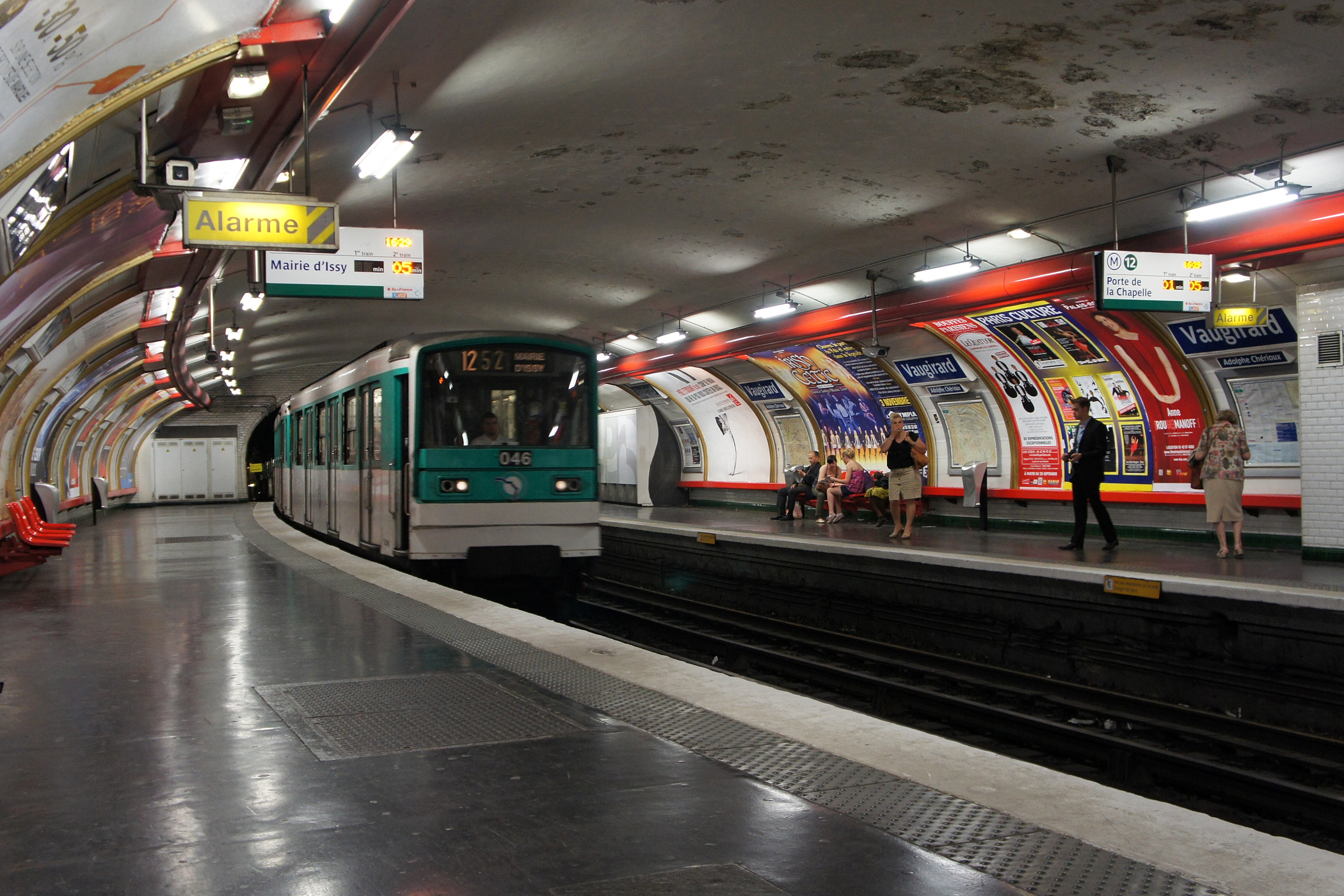
Von Porte de la Chapelle kommender Zug der Baureihe MF 67, 2012

Der U-Bahnhof Vaugirard [voʒiʁaʁ] ist eine unterirdische Station der Linie 12 der Pariser Métro.

## Lage
Die Station befindet sich im Quartier Saint-Lambert des 15. Arrondissements von Paris. Sie liegt längs unter der Rue de Vaugirard in Höhe der Place Adolphe-Chérioux.

## Name
Namengebend ist die Rue de Vaugirard, mit 4,3 km die längste Straße der Stadt. Vaugirard war eine 1860 nach Paris eingemeindete Ortschaft, die ursprünglich Val Gérard und später Val Girard hieß.
Die Station trägt den Beinamen Adolphe Chérioux. Der Unternehmer und Politiker Adolphe Chérioux (1818–1934) war 35 Jahre lang Gemeinderat im 15. Arrondissement.

## Geschichte und Beschreibung
Die Linie 12 wurde als Linie A von der Société du chemin de fer électrique souterrain Nord-Sud de Paris (Nord-Sud) gebaut und bis 1930 von ihr betrieben. Mit der Eröffnung des ersten Abschnitts von Notre-Dame-de-Lorette bis Porte de Versailles ging die Station Vaugirard am 5. November 1910 in Betrieb. Am 27. März 1931 wurde die Linie A in Linie 12 umbenannt, nachdem die Nord-Sud im Vorjahr in der bislang konkurrierenden Compagnie du chemin de fer métropolitain de Paris (CMP) aufgegangen war.
Unter einem elliptischen Gewölbe liegen zwei Seitenbahnsteige an zwei parallelen Streckengleisen. Die in einer leichten Kurve liegende Station weist die ursprüngliche Pariser Standardlänge von 75 m, ausreichend für Fünf-Wagen-Züge, auf. Wegen der ursprünglich auf den Strecken der Nord-Sud vorhandenen Oberleitung ist sie geringfügig höher als die unter ähnlichen Gewölben liegenden CMP-Stationen. Anders als bei den von der CMP errichteten Stationen folgen die Seitenwände nicht der Krümmung der Ellipse, sondern verlaufen im unteren Bereich senkrecht. Typisch für die U-Bahnhöfe der Nord-Sud wurde die Station etwas aufwendiger als die Stationen der CMP gestaltet, sie verlor im Zuge einer Renovierung aber ihr ursprüngliches Dekor. Die Seitenwände sind mit Paneelen verblendet, die die weißen Fliesen weitgehend überdecken. Die Fliesen im Deckenbereich sind nicht mehr vorhanden.
Ein Zugang mit einer aufwärts führenden Rolltreppe liegt an der Rue de Vaugirard vor der Place Adolphe-Chérioux, er ist durch einen Mast markiert, der ein gelbes „M“ in einem Doppelkreis trägt. Der von Adolphe Dervaux entworfene originale Zugang war um 180 Grad gedreht, er trug als Kennzeichen den Schriftzug NORD-SUD. Zwei weitere Zugangstreppen befinden sich auf der gegenüberliegenden Straßenseite.

## Fahrzeuge
Auf der Linie 12 verkehrten zunächst Züge der Nord-Sud-Bauart Sprague-Thomson, die sich in mehreren Punkten von den Sprague-Thomson-Fahrzeugen der CMP unterschieden. Auffallendes Merkmal war die Stromversorgung des führenden Triebwagens mittels eines Pantographen. Nach der Übernahme der Nord-Sud durch die CMP wurde diese Betriebsform in den 1930er Jahren aufgegeben. In den 1970er Jahren schieden die Nord-Sud-Züge zugunsten der Sprague-Thomson-Regelbauart aus, 1977 kamen dann moderne Züge der Baureihe MF 67 auf die Strecke.